# 欧贝维利耶市政厅站
欧贝维利耶市政厅站（法語：Mairie d'Aubervilliers）是巴黎地鐵12號線北端的終點站。車站位於歐貝維利耶市政廳附近，在2022年5月31日啟用。

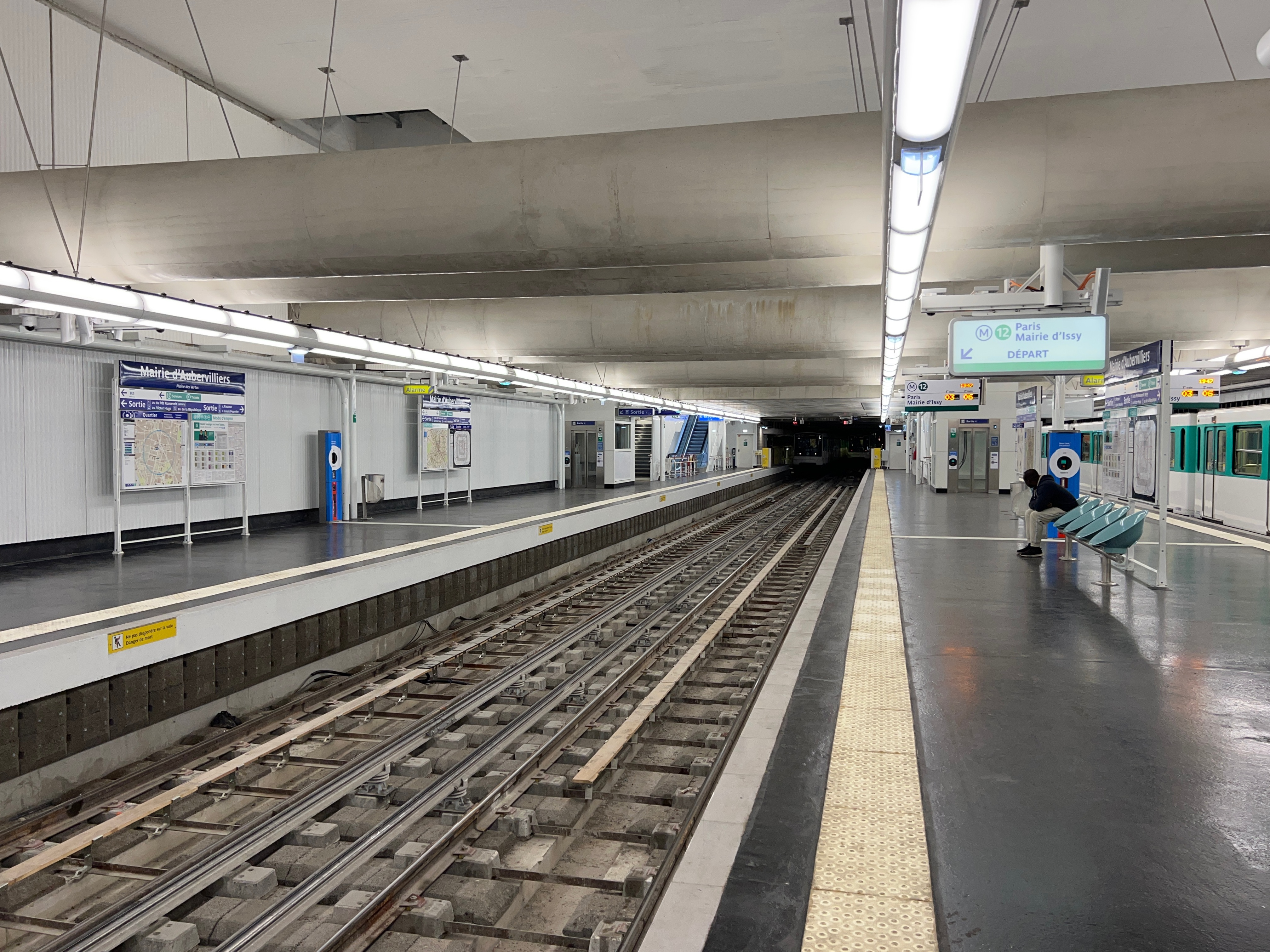
月台（2022年6月）